# Kasteel van Gavaudun
Het Kasteel van Gavaudun (Frans: Château de Gavaudun) is een kasteel in de Franse gemeente Gavaudun. Het kasteel is een beschermd historisch monument sinds 1987.